# クラウン・リーシング
クラウン・リーシング株式会社（英文社名：Crown Leasing Corporation）は、かつて存在した日本の貸金業者。

## 概要
クラウン・リーシング株式会社は、かつて日本債券信用銀行系列の非上場のノンバンク（リース会社）であった。設立当初はリース業、割賦事業を営んでいたが、その後、不動産担保融資事業が主体となる。
巨額の不動産担保融資がバブル崩壊とともに不良債権化し1997年4月に約1兆2千億円の負債を抱えて破産した。当時は史上最悪の倒産で、2015年4月現在でも破産としては最悪である。リース会社としては現在までに日本リースに次いで国内至上2番目の大型倒産となっている。なお、同時に日債銀系の関連会社日本トータルファイナンス、日本信用ファイナンスサービスが破産申請しており、3社合計で2兆1838億円と巨額の負債総額となった。
バブル期に日債銀系列の上記ノンバンク3社は、住宅金融専門会社、末野興産、イ・アイ・イ・インターナショナル、第一不動産グループ、千昌夫の経営会社等に積極融資を行っていたが、バブル崩壊とともに1992年に金利減免の要請を三菱銀行などの貸出先に行うにあたり、日債銀本体の経営に疑念が持たれ始めることとなる。日債銀はこれら不良債権を抱えたノンバンク処理を行う上で、元国税庁長官の窪田弘を頭取とし、1997年4月に破産申請を行うこととなった。貸付債券以外は比較的優良な資産を抱えていたため破産管財人により東京地裁の許可を得て三井銀行のM&Aチームをアドバイザー（佐山展生、現一橋大学大学院教授）とし、入札等で2ヶ月で約4000億円（海外資産800億円程度を含む）の回収を行い、債権者に20％以上の高配当がなされた。